# Sturmsloch
Sturmsloch ist eine Wüstung in der bergischen Großstadt Solingen.

## Lage und Beschreibung
Der Ort Sturmsloch, der nur einzelne Häuser zählte, befand sich in äußerst abgeschiedener Lage an einem nördlichen Talhang des Papiermühler Bachs im Osten der Solinger Innenstadt. Die heutige Großwohnsiedlung Hasseldelle reicht in ihren westlichen Ausläufern fast an die Wüstung Sturmsloch heran, die heute in einem Waldgebiet liegt. An der Stelle der Wüstung vorbei verlaufen Fußwege, die die Hasseldelle unter anderem mit dem im Talgrund verlaufenden Soterweg verbinden. Bei Sturmsloch entspringt zudem der Papiermühlensiefen, der in den Papiermühler Bach mündet. Nördlich von Sturmsloch fließt die Wupper, die die Stadtgrenze zu Wuppertal bildet. Bei der dortigen Ortschaft Unterkohlfurth befindet sich das Klärwerk Kohlfurth des Wupperverbands.
Benachbarte Orte sind bzw. waren (von Nord nach West): Hasseldelle, Papiermühle, Halfeshof, Theegarten, Altenbau, Im Klauberg, Erbenhäuschen und Stöcken.

## Etymologie
Der Ortsname leitet sich von dem Familiennamen Sturm ab. Das Suffix -loch könnte von dem Flurnamen Loch (= Wald) abgeleitet sein oder für eine Wetterecke bzw. ein stürmisches Loch stehen.

## Geschichte
In dem Kartenwerk Topographia Ducatus Montani von Erich Philipp Ploennies, Blatt Amt Solingen, aus dem Jahre 1715 ist der Ort nicht verzeichnet. Die Topographische Aufnahme der Rheinlande von 1824 verzeichnet den Ort als Sturmsloch benannt. Die Preußische Uraufnahme von 1844 verzeichnet ihn als Sturmloch benannt. In der Topographischen Karte des Regierungsbezirks Düsseldorf von 1871 ist der Ort hingegen nicht verzeichnet. Die Preußische Neuaufnahme von 1893 verzeichnet den Ort als Sturmsloch benannt.
Sturmsloch gehörte nach Gründung der Mairien und späteren Bürgermeistereien zur Bürgermeisterei Dorp, die im Jahre 1856 das Stadtrecht erhielt, und lag dort in der Flur II. Meigen. Die Bürgermeisterei beziehungsweise Stadt Dorp wurde nach Beschluss der Dorper Stadtverordneten zum 1. Januar 1889 mit der Stadt Solingen vereinigt. Damit wurde der Ort ein Teil Solingens.
In Sturmsloch lebten mehrere Beschäftigte der nahen Papiermühle mit ihren Familien. Die Papiermühle war im Zweiten Weltkrieg bei den Luftangriffen auf Solingen eines der bevorzugten Ziele der Alliierten östlich der Solinger Altstadt. Bei einem Luftangriff um den Jahreswechsel 1944/1945 wurde Sturmsloch von Bomben getroffen und nahezu vollständig zerstört. Aufgrund seiner abgeschiedenen Lage jenseits aller Straßenverbindungen wurde der Ort nicht wiederaufgebaut und fiel brach. Er ist auf Stadtplänen noch bis in die 1960er Jahre hinein verzeichnet, auf topografischen Karten teils bis zur Errichtung der Großwohnsiedlung Hasseldelle in unmittelbarer Umgebung Anfang der 1970er Jahre. Die Ortsbezeichnung Sturmsloch ist jedoch bis heute im Solinger Stadtplan verzeichnet, wenn auch deutlich weiter östlich als der einstige Ort.